# Карнейру, Жуан Эмануэл
Жуан Эмануэл Карнейру (порт.-браз. João Emanuel Carneiro; род. 17 февраля 1970, Рио-де-Жанейро), более известен под псевдонимом JEC — бразильский сценарист, режиссёр и автор теленовелл. Его многочисленные работы включают в себя: «Проспект Бразилии», «Правила игры», «Центральный вокзал», «Фаворитка», «Полночь», «Орфеу», «Замок ра-Тим-бум» и «Одержимость тобой».